# Basca

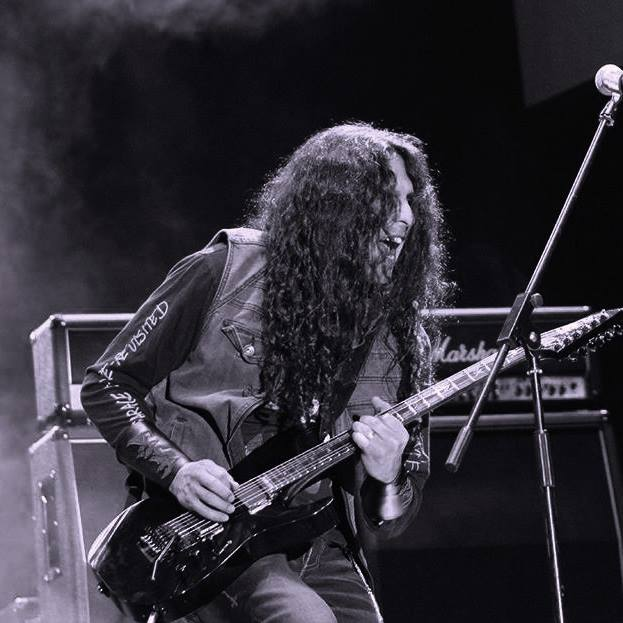
Folo Jara E. (+)

Basca es una banda de heavy metal y thrash metal fundada en 1990 en la ciudad de Cuenca, Ecuador, por Juan Pablo Hurtado, Paulo Freire, Xavier Calle, consolidándose el año de 1993 y lanzando su primer trabajo Hijos de... en 1997. Basca se orienta al género metal con  líricas de carácter social e inspiración cotidiana. Sus letras hablan sobre protesta social y mitología, usando metáforas. Actualmente se encuentran en la difusión de su último trabajo discográfico Es Hora de Pelear, lanzado en octubre de 2018, luego de haber concluido con la gira de su anterior álbum, Siniestro, publicado a finales del 2015. En la actualidad se encuentra trabajando en su nuevo material discográfico. 

## Historia:
La historia de Basca comenzó en 1990 en Cuenca, capital de la provincia del Azuay, donde cuatro jóvenes aficionados intentan consolidar su primera banda. Juan Pablo Hurtado, Alex Betancourt, Paulo Freire y Franklin Pérez; todos amigos, algunos compañeros de colegio y otros de conservatorio. Al principio se dedican a realizar "covers" de otras bandas. A comienzos de 1993 Álex abandona el grupo e ingresa Xavier Calle (compañero de conservatorio), al poco tiempo comienzan a crear y lanzar al mercado temas inéditos, consiguiendo gran popularidad en su ciudad natal y realizando luego varios conciertos en Quito durante 1996, incluido el festival Al Sur del Cielo. Para el año 1997 lanzan su álbum debut Hijos de..., con el que se embarcan en una gira nacional, de cuyo concierto en la Concha Acústica de Quito se extrae la grabación para su primer álbum en directo Hijos de... En vivo de 1998.
En 1999 la banda inicia la producción de un nuevo trabajo discográfico que sale a la venta en 2000: Tierras Nefastas, con mejor calidad de sonido y música. A mediados del mismo año, por cuestiones de trabajo Paulo Freire deja la banda, sin embargo Basca recluta a Paúl M, Guillo R, y Folo Jara, y continúa con sus presentaciones hasta 2004.Después de varios de años de realizar conciertos en Ecuador, Colombia y Perú, editan su tercer álbum de estudio, Resucita en 2006 en un estudio profesional en la ciudad de Quito, con temas más veloces, agresivos y compactos, en donde se nota una evolución musical. En 2008 lanzan una reedición de sus dos primeros álbumes de estudio Hijos de... y Tierras Nefastas, con una afinación más baja,  nuevos arreglos melódicos, armónicos y contando con producción musical profesional. En el mismo año editan un DVD bajo el nombre de Resistiremos con 12 tracks, trabajo con el que llegan a tocar en los Estados Unidos. En 2015 publican su siguiente álbum, Siniestro, donde se aprecia un sonido mucho más sólido, maduro y compacto con una temática más oscura. Actualmente Basca se encuentra promocionando su último trabajo EP 2018 Es hora de Pelear, con presentaciones agendadas en México, Colombia y Estados Unidos. A finales del 2022 el guitarrista Folo Jara fallece, dejando su legado a su hermano Jonatan Jara.
Basca ha compartido escenarios con grandes bandas internacionales como Metallica, Megadeth, Obituary, Testament, Suicidal Tendencies, Sepultura, Crypta, Mortal Sin, Kreator, Sodom Biohazard, Therion, Carnifex, Malón, Horcas, Rata Blanca, Animal, Carajo, Alma Fuerte, Cabral, Patan, Tren Loco, Barón Rojo, Saratoga, Ángeles del Infierno, Ilegales, Obús, Mago de Oz, Lujuria, Tierra Santa, WarCry, Masacre, Koyi K Utho, Kraken, Krönös, Akash, Neurosis Inc, Ángel Negro, Gillman, Arkangel, Luzbel, Transmetal, El Tri, Víctimas del Dr Cerebro, Anabantha, Leprosy, Esp3cimen, entre otros.
Basca es considerada en la actualidad una de las bandas más influyentes de la escena metalera ecuatoriana, llegando a ser la banda principal del cartel en grandes festivales y tener diversos reconocimientos a nivel local y nacional.

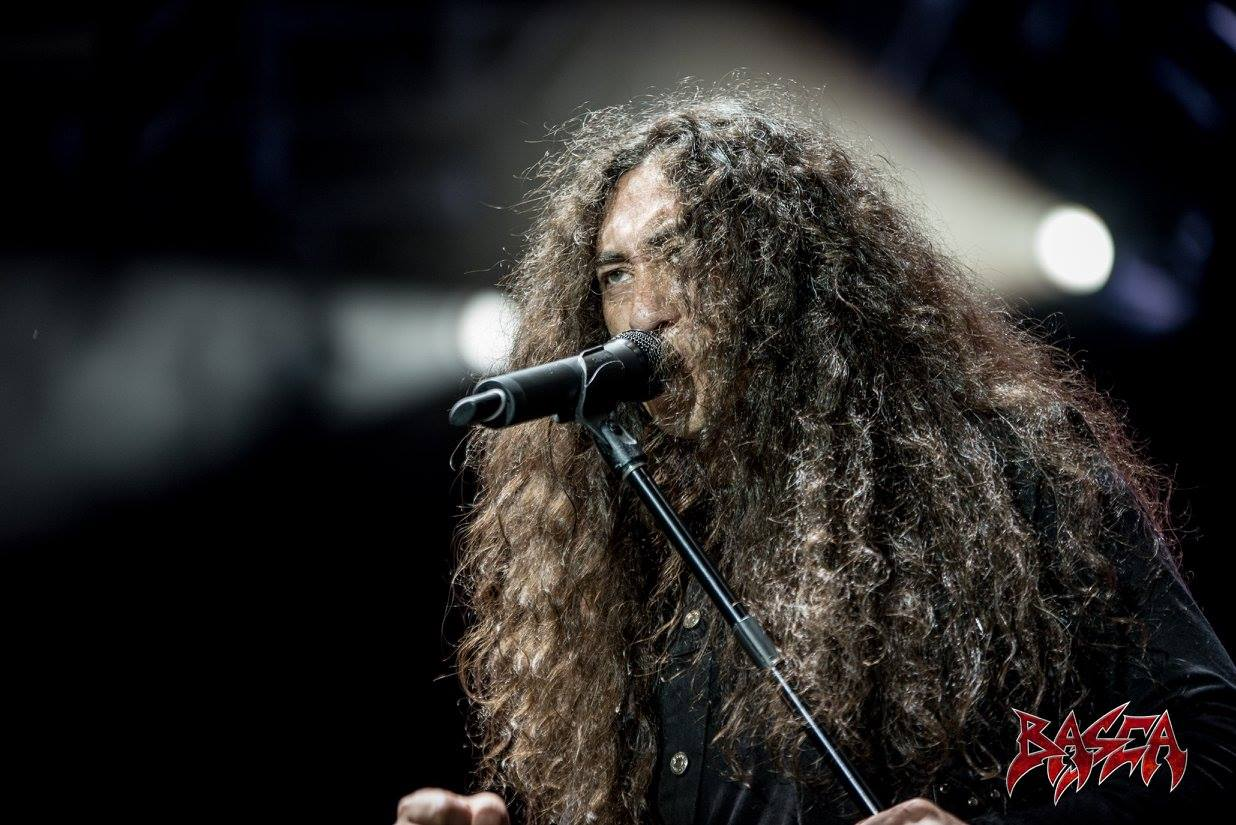
Juan P. Hurtado

## La formación actual (2017–presente):
Actualmente la banda se conforma de los siguientes integrantes:
- Juan Pablo Hurtado, Voz principal.
- Xavier Calle, Bajo y coros.
- Leandro  Folo Jara, Guitarra y coros. (+)

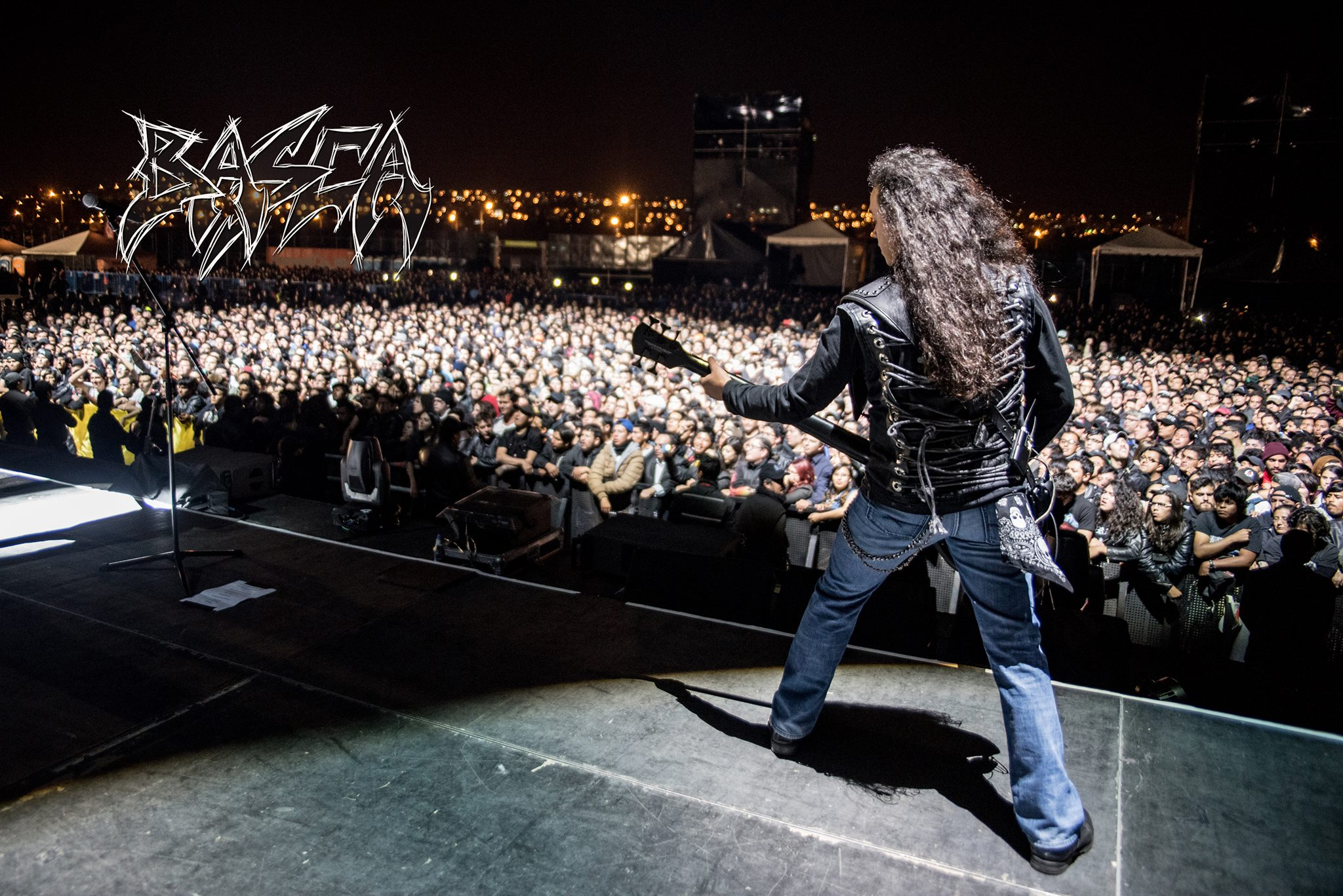
Xavi Calle Littuma

- Tito Bravo, Batería.
- Paulo Freire, Guitarra
- Jonatan Jara, Guitarra y coros

### Miembros anteriores

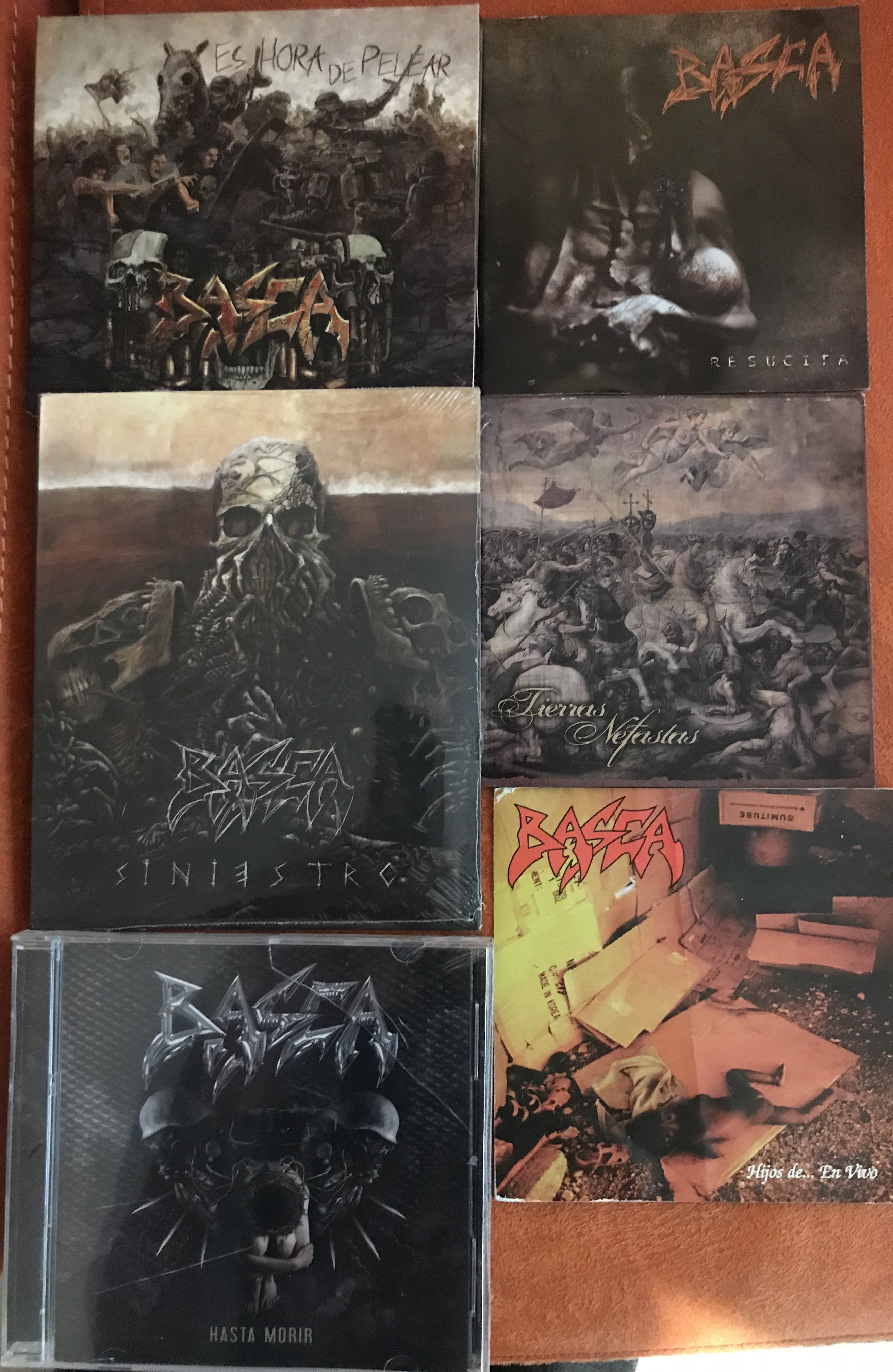
discos

- Guillermo Rodrigues, Batería

- Paulo Freire, Guitarra
- Paúl Moscoso, Guitarra
- Paúl Gómez, Batería
- Paulo Gallegos, Batería
- Geovanni Sagbay, Batería
- Franklin Pérez, Batería
- Bolívar Guachichulca, Guitarra

## Discografía:
- 1997: Hijos de...
- 1998: Hijos de... (en vivo)
- 2000: Tierras Nefastas
- 2006: Resucita
- 2008: Hijos de... (reedición)

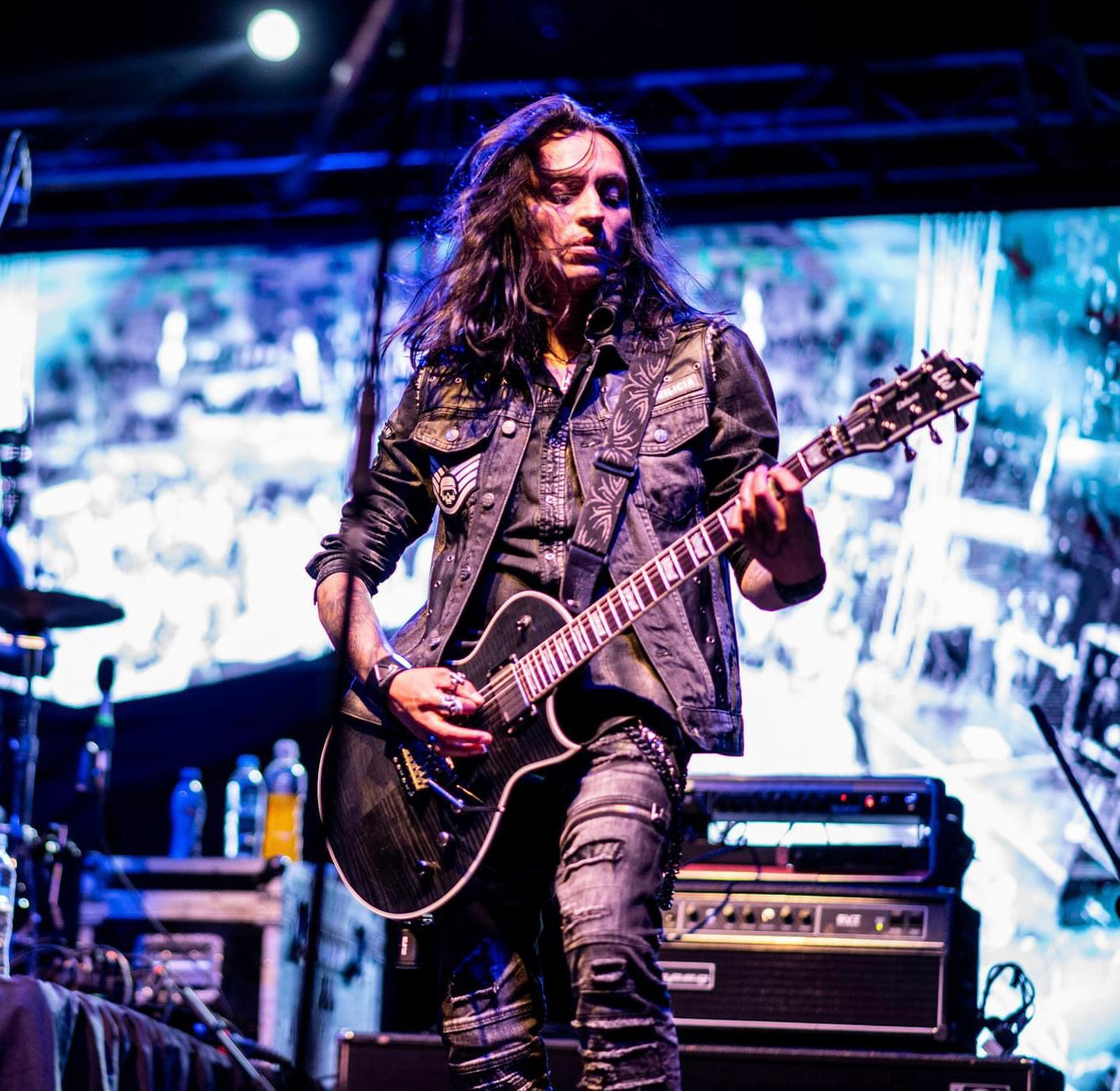
Jonatan Jara

- 2008: Tierras Nefastas (reedición)

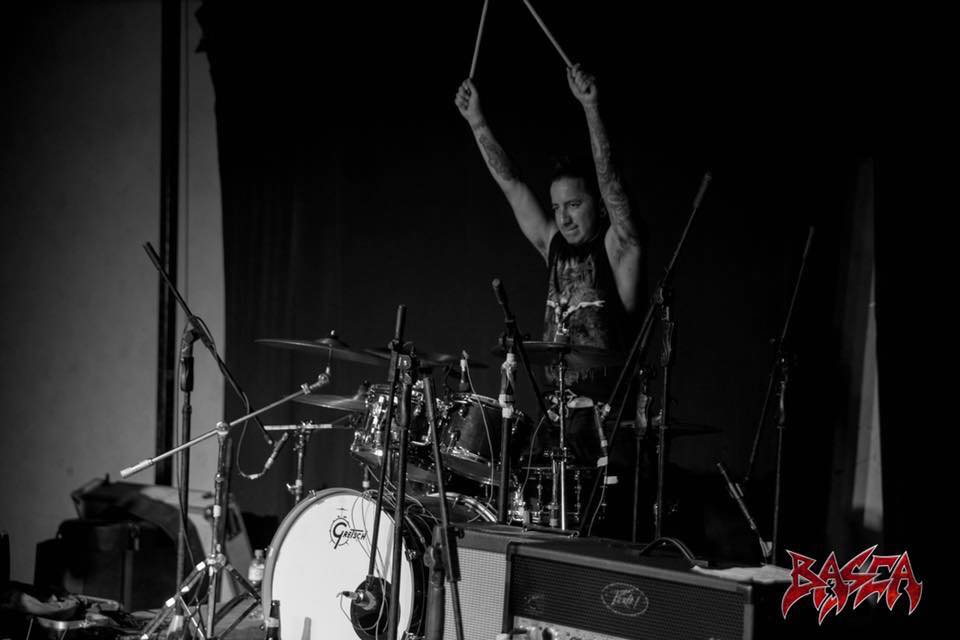
Tito Bravo Q.

- 2015: Siniestro
- 2018: Es Hora de Pelear (EP)

## Álbumes recopilatorios:
- 1997 Ecuador Subterraneo

- 1998 La Zona del Metal Vol. 1

- 2003 Nivel Extremo

- 2003 Historia del Rock Cuencano

- 2013 Antología el Rock Ecuatoriano
- 2019 Toca San Antonio

## Reconocimientos:
Basca a lo largo de su trayectoria ha logrado obtener varios reconocimientos, entre ellos:
“Banda Trayectoria y con más discos vendidos” otorgado en el 2010 por Radio Pública Ecuador.
“Leyendas de Nuestra Música” otorgada en el 2011 por la CCE.
” Estrella Dorada”, otorgada en el 2012 a los artistas destacados en el CC El Recreo de la ciudad de Quito.
“Mis Bandas Nacionales”, otorgada en el 2013 mejor banda y video del año.
“Representantes de la Música Ecuatoriana” otorgada en el 2014 por la Embajada del Ecuador en USA.
“Banda Trayectoria Musical” otorgada en el 2014 premio SAYCE.
“Insignia Francisco Paredes Herrera” presea otorgada en el 2015 por la Ilustre municipalidad de Cuenca.
“Mejor Banda Nacional” otorgado en el 2016 por la Radio Super 9´49fm.

“Orden Nacional al Mérito” Insignia otorgada en el 2025 por la Asamblea Nacional del Ecuador.

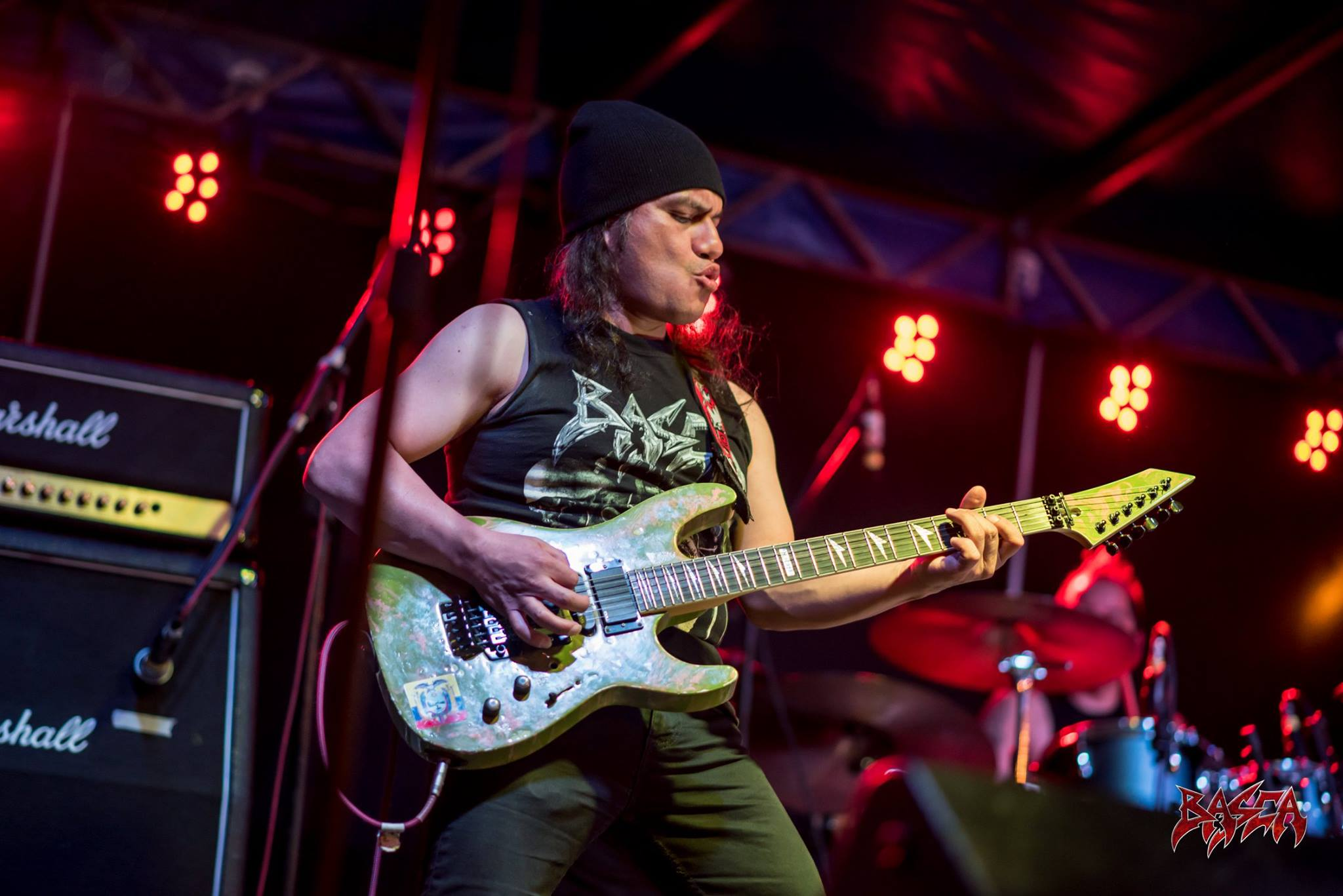
Paulo Freire